# Ego War
Ego War – pierwszy album studyjny brytyjskiej grupy muzycznej Audio Bullys.

## Lista utworów
| Nr  | Tytuł utworu                                               | Długość |
| --- | ---------------------------------------------------------- | ------- |
| 1.  | „Snake”                                                    | 3:34    |
| 2.  | „100 Million”                                              | 3:30    |
| 3.  | „Way Too Long”                                             | 2:13    |
| 4.  | „Turned Away”                                              | 4:17    |
| 5.  | „Real Life”                                                | 3:28    |
| 6.  | „We Don't Care”                                            | 3:32    |
| 7.  | „Face In A Cloud”                                          | 3:41    |
| 8.  | „The Tyson Shuffle”                                        | 3:37    |
| 9.  | „The Things”                                               | 3:45    |
| 10. | „Veteran”                                                  | 3:16    |
| 11. | „The Snow”                                                 | 4:37    |
| 12. | „I Go To Your House”                                       | 3:32    |
| 13. | „Hit The Ceiling”                                          | 3:25    |
| 14. | „Ego War” (Hidden track "Somewhere in the Middle" od 8:32) | 13:27   |
|     |                                                            | 59:54   |

## Twórcy albumu
- Walter "The Koala" Coelho – mastering
- Alan Mawdsley – miksowanie
- Simon Franks – muzyka, produkcja
- Tom Dinsdale – muzyka, produkcja